# Oľdza
Oľdza (in ungherese Olgya) è un comune della Slovacchia facente parte del distretto di Dunajská Streda, nella regione di Trnava.